# Bhagwan Sahay

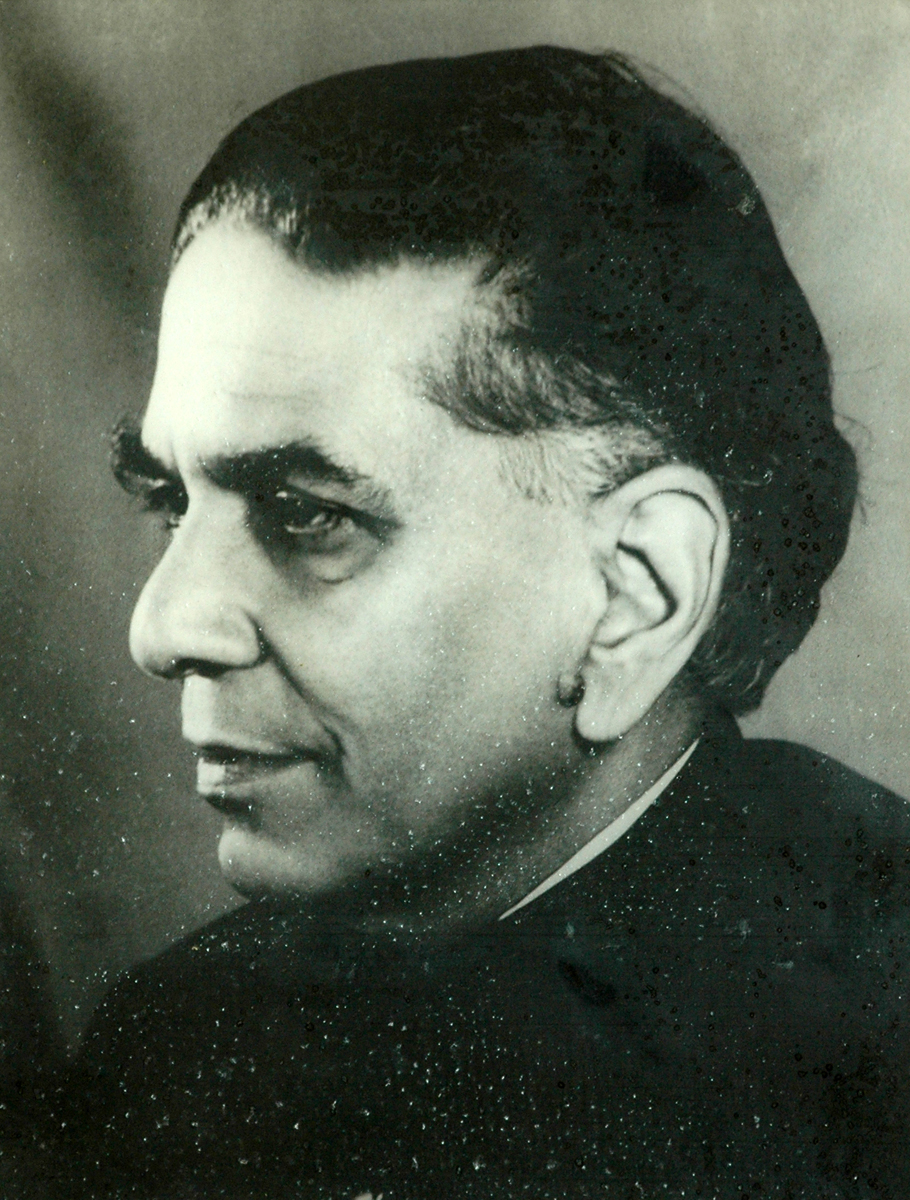
Bhagwan Sahay

Bhagwan Sahay, OBE (Hindi भगवान सहाय; * 15. Februar 1905; † 6. Dezember 1986 in Delhi) war ein indischer Regierungsbeamter und Diplomat, der unter anderem Chief Commissioner, Vizegouverneur und Gouverneur mehrerer Bundesstaaten sowie zwischen 1954 und 1959 Botschafter in Nepal war. Für seine Verdienste wurde ihm 1961 der Padma Bhushan verliehen, der dritthöchste indische Zivilorden nach dem Bharat Ratna und dem Padma Vibhushan.

## Leben
Bhagwan Sahay trat nach dem Besuch des SM College in Chandausi in den damaligen Imperial Civil Service (ICS) in Britisch-Indien ein und wurde für seine Verdienste bei den Birthday Honours 1945 zum Officer des Order of the British Empire (OBE) ernannt. Nach der Unabhängigkeit Indiens vom Vereinigten Königreich am 15. August 1947 war er als Nachfolger von Edward Penderel Moon vom 30. März 1951 bis zum 29. Februar 1952 Chief Commissioner von Himachal Pradesh, woraufhin Himmat Singh ihn mit der neuen Amtsbezeichnung Vizegouverneur ablöste. Im Anschluss löste er 1952 Chandra Chhatra als Chief Commissioner von Bhopal ab und übte dieses Amt bis zu seiner Ablösung durch Kalka Prasad Bhargava im Dezember 1954 aus.
Daraufhin löste Sahay im Dezember 1954 Bhalchandra Krishna Gokhale als Botschafter in Nepal ab und verblieb auf diesem diplomatischen Posten in Kathmandu bis 1959, woraufhin Harishwar Dayal am 1. Februar 1960 neuer Botschafter wurde. Er selbst wiederum übernahm nach seiner Rückkehr 1959 von Anand Dattahaya Pandit den Posten als Chief Commissioner von Delhi und behielt diesen bis zu seiner Ablösung durch Dharma Vira 1963. Für seine Verdienste wurde ihm 1961 der Padma Bhushan verliehen, der dritthöchste indische Zivilorden nach dem Bharat Ratna und dem Padma Vibhushan. Im Anschluss war Sahay als Nachfolger von Bajrang Bahadur Singh vom 14. August 1963 bis zu seiner Ablösung durch V. Viswanathan am 25. Februar 1966 nunmehr Vizegouverneur von Himachal Pradesh.
Am 6. Februar 1966 löste Sahay Ajit Prasad Jain	als Gouverneur von Kerala ab und hatte dieses Amt bis zum 14. Mai 1967, woraufhin abermals V. Viswanathan seine Nachfolge antrat und neuer Gouverneur dieses Bundesstaates wurde. Zuletzt übernahm er am 15. Mai 1967 von Karan Singh nach einer vorübergehenden Amtsführung durch den langjährigen Präsidenten des High Court of Jammu and Kashmir and Ladakh, Janki Nath Wazir (15. März 1967	bis 14. Mai 1967), das Amt als Gouverneur von Jammu und Kashmir und verblieb in dieser Funktion bis zu seiner Ablösung durch Lakshmi Kant Jha am 3. Juli 1973.
Sein älterer Bruder Vishnu Sahay (1901–1989) war zwei Mal Gouverneur von Assam (1960–1961, 1962–68) sowie zwischen 1963 und 1968 auch Gouverneur von Nagaland.